# Храм Георгия Победоносца в Старых Лучниках
Храм великомученика Георгия Победоносца в Старых Лучниках — православный храм в Басманном районе Москвы, принадлежащий к Богоявленскому благочинию Московской епархии Русской православной церкви.

## История
Храм и Лучников переулок получили своё название от урочища, в котором селились мастера, изготавливающие луки (по другой версии — от торговцев луком). Появление в этой местности церкви Георгия связано с размещавшейся неподалёку Коровьей площадкой, где торговали крупным рогатым скотом, чьим покровителем считался Георгий Победоносец.

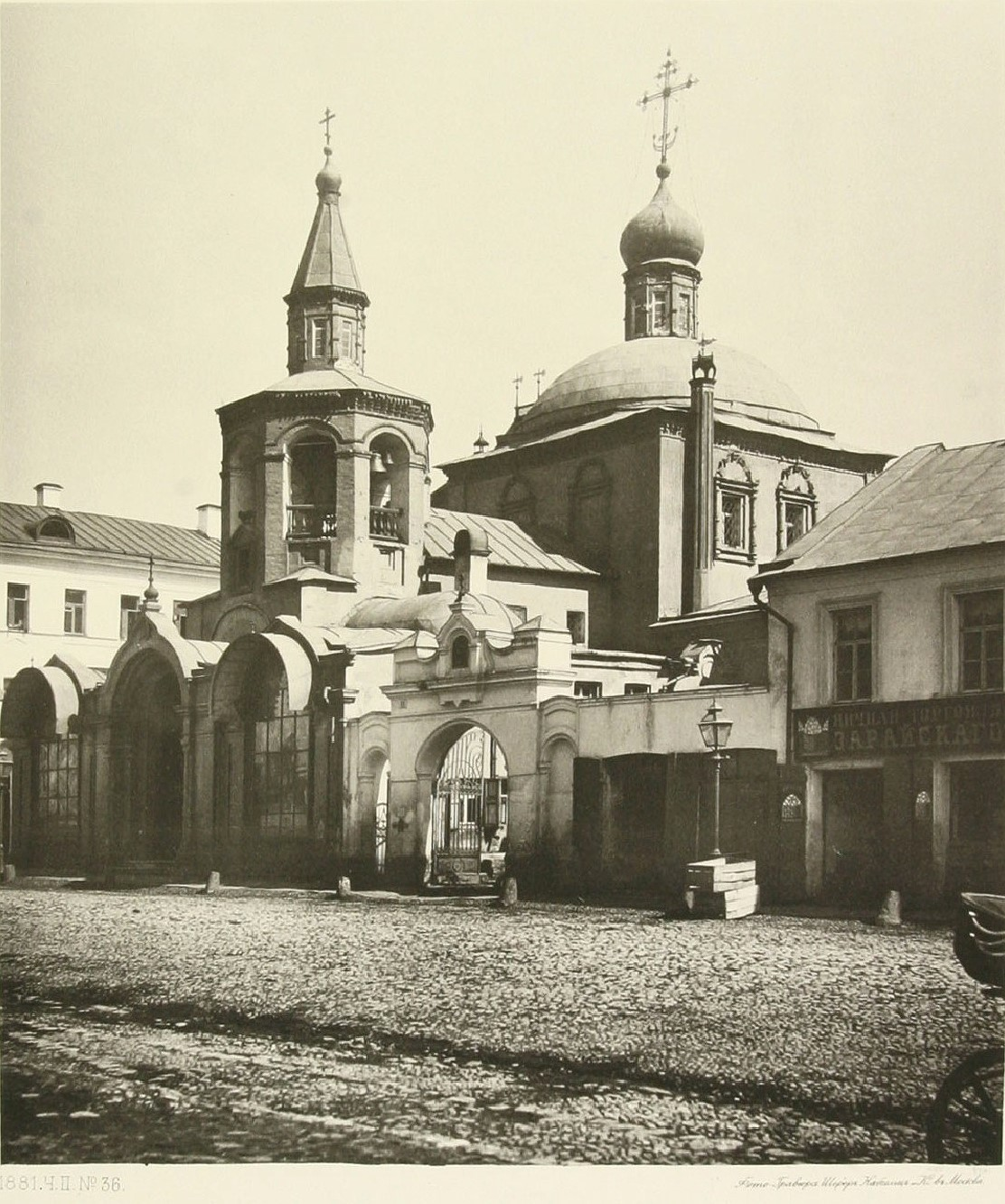
Георгиевский храм в 1881 году.

Первое письменное упоминание деревянного храма «у Коровьей площадки» относится к 1460-м годам. После перевода торговли скотом дальше от центра место церкви стали именовать «у Старой Коровьей площадки», а также «у Старого тюремного двора» и «на Лубянке». В начале XVII века церковь упоминается уже как каменная.
Существующее здание храма построено на средства купца Г. Н. Романова в 1692—1694 годах. Церковь состояла из двухъярусного четверика, увенчанного пятью главами, трапезной и двухъярусной колокольни. Завершённая шатриком над зонтичным сводом колокольня — первое из известных в Москве сооружений подобной конструкции. Вокруг церкви была устроена галерея-гульбище, которую разобрали, вероятно, в 1848—1862 годах (до сегодняшнего дня сохранилась белокаменная лестница, ведущая на гульбище из-под колокольни).
В 1812 году во время оккупации французами храм пострадал от пожара. В 1825—1829 годы храм был отремонтирован и расписан заново.
В те же годы на месте галереи выстроили приделы нижней Георгиевской церкви — Нила Столобенского и Феодора Сикеота, а также перестроили апсиду храма. К 1862 году храм приобрёл вид, похожий на современный. Перед революцией на колокольне находилось 11 колоколов, из которых два были XVII века.
После установления советской власти храм был закрыт в 1932 году, снесены кресты, разобраны главы, барабаны и шатёр колокольни, заложен главный вход, уничтожены иконостасы и росписи стен. Настоятель, прослуживший в храме около 30 лет, протоиерей Владимир Лубянский (Проферансов) был арестован, сослан в ссылку, а в 1937 году расстрелян на Бутовском полигоне (в 2000 году — канонизирован в лике священномученика; к 2007 году был отреставрирован северный придел храма, посвящённый его имени). В здании расположилось общежитие НКВД. Затем внутри была обувная фабрика КГБ. К середине 1980-х годов комплекс пришёл в тяжёлое аварийное состояние.
После распада СССР храм был возвращён Русской православной церкви в 1993 году и позже отреставрирован. В 2000 году был водружён на храм вызолоченный крест (копия исторического креста). Первым был возрожден к 2001 году верхний Благовещенский храм. К 2005 году был восстановлен главный иконостас нижнего храма. Но работы по реставрации еще продолжаются.

## Престолы
- Благовещения Пресвятой Богородицы
- Великомученика Георгия Победоносца
- Преподобного Феодора Сикеота
- Преподобного Нила Столобенского

## Духовенство
- Настоятель храма — протоиерей Алексий Казанчев
- Протоиерей Сергий Павлов[6]